# Jan Schneider (politik)
Jan Schneider (* 20. listopadu 1978 Brno) je český politik, v letech 2010 až 2014 starosta města Tišnov v okrese Brno-venkov, bývalý člen ČSSD, od ledna 2023 předseda hnutí Idealisté. Je také spoluzakladatelem festivalu Hudbou pro UNICEF a předsedou Asociace ligových klubů házené ČR.

## Život
Narodil se roku 1978 v Brně, vyrůstal ale v Tišnově a stále v tomto městě žije. Vystudoval Gymnázium Tišnov a Právnickou fakultu Masarykovy univerzity v oboru Veřejná správa.

## Politické působení
V komunálních volbách v roce 2002 kandidoval jako člen ČSSD do Zastupitelstva města Tišnov, ale neuspěl. Zvolen byl až ve volbách v roce 2006. V letech 2008 až 2010 vykonával funkci místostarosty města pro sociální věci.
Ve volbách v roce 2010 obhájil z pozice lídra kandidátky ČSSD post zastupitele města. V listopadu 2010 se navíc stal starostou města, v únoru 2014 byl však odvolán. Ve volbách v roce 2014 byl však znovu z pozice lídra kandidátky ČSSD zvolen zastupitelem města. Ve volbách v roce 2018 se mu mandát zastupitele za ČSSD obhájit nepodařilo (skončil jako první náhradník).
V roce 2016 byl ředitelem odboru sportu na Ministerstvu školství, mládeže a tělovýchovy ČR, v letech 2014 až 2018 byl poradcem předsedy vlády České republiky pro oblast sportu, komunální politiky, státní správy a samosprávy. Je spoluzakladatelem hudebního festivalu Hudbou pro UNICEF, předsedou Asociace ligových klubů házené ČR a členem Pléna Českého olympijského výboru. Zabývá se poradenstvím se zaměřením na sport a koncepční dokumenty.
V červnu 2020 spoluzaložil politické hnutí Idealisté. V krajských volbách v roce 2020 kandidoval jako člen hnutí Idealisté do Zastupitelstva Jihomoravského kraje za uskupení „Spolu pro Moravu“ (tj. TOP 09, Zelení, LES, MZH, Idealisté), ale neuspěl (skončil jako první náhradník).
Ve volbách v roce 2022 byl z pozice člena hnutí Idealisté a lídra kandidátky „Otevřený Tišnov“ (tj. hnutí Idealisté a nezávislí kandidáti) znovu zvolen zastupitelem města. V lednu 2023 se stal předsedou hnutí Idealisté po Vojtěchu Vašákovi.
V krajských volbách v roce 2024 kandiduje do Zastupitelstva Jihomoravského kraje jako člen hnutí Idealisté za uskupení „Hlas Moravy“ (tj. Zelení, LES, hnutí SEN 21, hnutí Idealisté).